# Academy of Country Music Awards 2024
O Academy of Country Music Awards 2024 foi realizado em 16 de maio de 2024, no Ford Center at The Star, em Frisco, Texas, nos Estados Unidos. A cerimônia foi apresentada, pela 17ª vez, pelo ícone da música country Reba McEntire.

## Antecedentes
Em 2 de novembro de 2023, a Academy of Country Music anunciou que renovaria sua parceria com o Prime Video até 2025. O período de elegibilidade para inscrições para o Academy of Country Music Awards 2024 foi de 1º de janeiro de 2023 a 31 de dezembro de 2023.

## Mudanças nas categorias
No dia 4 de dezembro de 2023, a Academia anunciou que mudaria as regras das categorias de Artista Revelação, além de trazer de volta o prêmio de Dupla/Grupo Revelação do Ano. Alterar a quantidade de inscrições necessárias e reduzir outros limites para “beneficiar artistas emergentes e ajudar a destacar o futuro do gênero”, de acordo com Daniel Miller, presidente do Academy of Country Music Awards, da votação, e do comitê de membros.

## Apresentações
| Artista(s)                  | Canção(ões)                                     | Apresentado(s) por       |
| --------------------------- | ----------------------------------------------- | ------------------------ |
| Lainey Wilson               | "God Blessed Texas" "Hang Tight Honey"          | —                        |
| Jelly Roll                  | "Liar"                                          | Reba McEntire            |
| Kelsea Ballerini Noah Kahan | "Mountain with a View" "Stick Season"           | Reba McEntire            |
| Tigirlily Gold              | "I Tried a Ring On"                             | Little Big Town          |
| Cody Johnson                | "Dirt Cheap"                                    | Reba McEntire            |
| Miranda Lambert             | "Wranglers"                                     | Reba McEntire Dan + Shay |
| Kane Brown                  | "Georgia on My Mind"                            | The War and Treaty       |
| Thomas Rhett                | "Beautiful as You"                              | Reba McEntire            |
| Gwen Stefani Blake Shelton  | "Purple Irises"                                 | Reba McEntire            |
| Jason Aldean                | Tributo a Toby Keith: "Should've Been a Cowboy" | Blake Shelton            |
| Chris Stapleton Dua Lipa    | "Think I'm in Love with You"                    | Reba McEntire            |
| Post Malone                 | "Never Love You Again" "I Had Some Help"        | Reba McEntire            |
| Post Malone Reba McEntire   | Tributo a Dickey Betts: "Ramblin' Man"          | —                        |
| Parker McCollum             | "Burn It Down"                                  | Reba McEntire            |
| Nate Smith Avril Lavigne    | "Bulletproof"                                   | Breland                  |
| Reba McEntire               | "I Can't"                                       | Alabama Lainey Wilson    |

## Vencedores e indicados
Os indicados foram revelados no dia 9 de abril de 2024, nas redes sociais e no programa de rádio The Bobby Bones Show.
| Artista do Ano (apresentado por Alabama) | Álbum do Ano (apresentado por Rozene Pride e Dion Pride) |
| --- | --- |
| - Lainey Wilson - Kane Brown - Luke Combs - Jelly Roll - Cody Johnson - Chris Stapleton - Morgan Wallen | - Higher – Chris Stapleton - Gettin' Old – Luke Combs - Leather – Cody Johnson - One Thing at a Time – Morgan Wallen - Rolling Up the Welcome Mat (For Good) – Kelsea Ballerini |
| Cantora do Ano (apresentado por Reba McEntire) | Cantor do Ano (apresentado por Carín León e Jordan Davis) |
| - Lainey Wilson - Kelsea Ballerini - Ashley McBryde - Megan Moroney - Kacey Musgraves | - Chris Stapleton - Luke Combs - Jelly Roll - Cody Johnson - Morgan Wallen |
| Grupo do Ano (apresentado por Tyler Cameron) | Dupla do Ano (apresentado por Charissa Thompson e Richard Sherman) |
| - Old Dominion - Flatland Cavalry - Lady A - Little Big Town - Zac Brown Band | - Dan + Shay - Brooks & Dunn - Brothers Osborne - Maddie & Tae - The War and Treaty |
| Single do Ano (apresentado por Ashley McBryde e Noah Reid) | Canção do Ano (apresentado por Clay Walker e Randy Travis) |
| - "Fast Car" – Luke Combs - "Burn It Down" – Parker McCollum - "Last Night" – Morgan Wallen - "Need a Favor" – Jelly Roll - "Next Thing You Know" – Jordan Davis | - Next Thing You Know " – Chase McGill, Greylan James, Josh Osborne, Jordan Davis - "Fast Car" – Tracy Chapman - "Heart Like a Truck" – Dallas Wilson, Lainey Wilson, Trannie Anderson - "The Painter" – Benjy Davis, Kat Higgins, Ryan Larkins - "Tennessee Orange" – Ben Williams, David Fanning, Megan Moroney, Paul Jenkins |
| Cantora Revelação do Ano | Cantor Revelação do Ano |
| - Megan Moroney - Kassi Ashton - Ashley Cooke - Hannah Ellis - Kylie Morgan | - Nate Smith - Ernest - Kameron Marlowe - Dylan Scott - Conner Smith |
| Dupla/Grupo Revelação do Ano | Artista-Compositor do Ano |
| - Tigirlily Gold - Neon Union - Restless Road | - Chris Stapleton - Zach Bryan - Ernest - HARDY - Morgan Wallen |
| Compositor do Ano | Mídia Visual do Ano |
| - Jessie Jo Dillon - Ashley Gorley - Hillary Lindsey - Chase McGill - Josh Thompson | - "Burn It Down" – Parker McCollum - "Human" – Cody Johnson - "In Your Love" – Tyler Childers - "Next Thing You Know" – Jordan Davis - "Tennessee Orange" – Megan Moroney |
| Evento Musical do Ano (apresentado por Scotty McCreery) | |
| - "Save Me" – Jelly Roll com Lainey Wilson - "Can't Break Up Now" – Old Dominion e Megan Moroney - "Different 'Round Here" – Riley Green com part. de Luke Combs - "I Remember Everything" – Zach Bryan com part. de Kacey Musgraves - "Man Made a Bar" – Morgan Wallen com part. de Eric Church | |

Notas
1. ↑  Viúva e filho de Charley Pride.